# 塔爾戈瑟河
51°36′06″N 8°38′03″E / 51.601569°N 8.634291°E

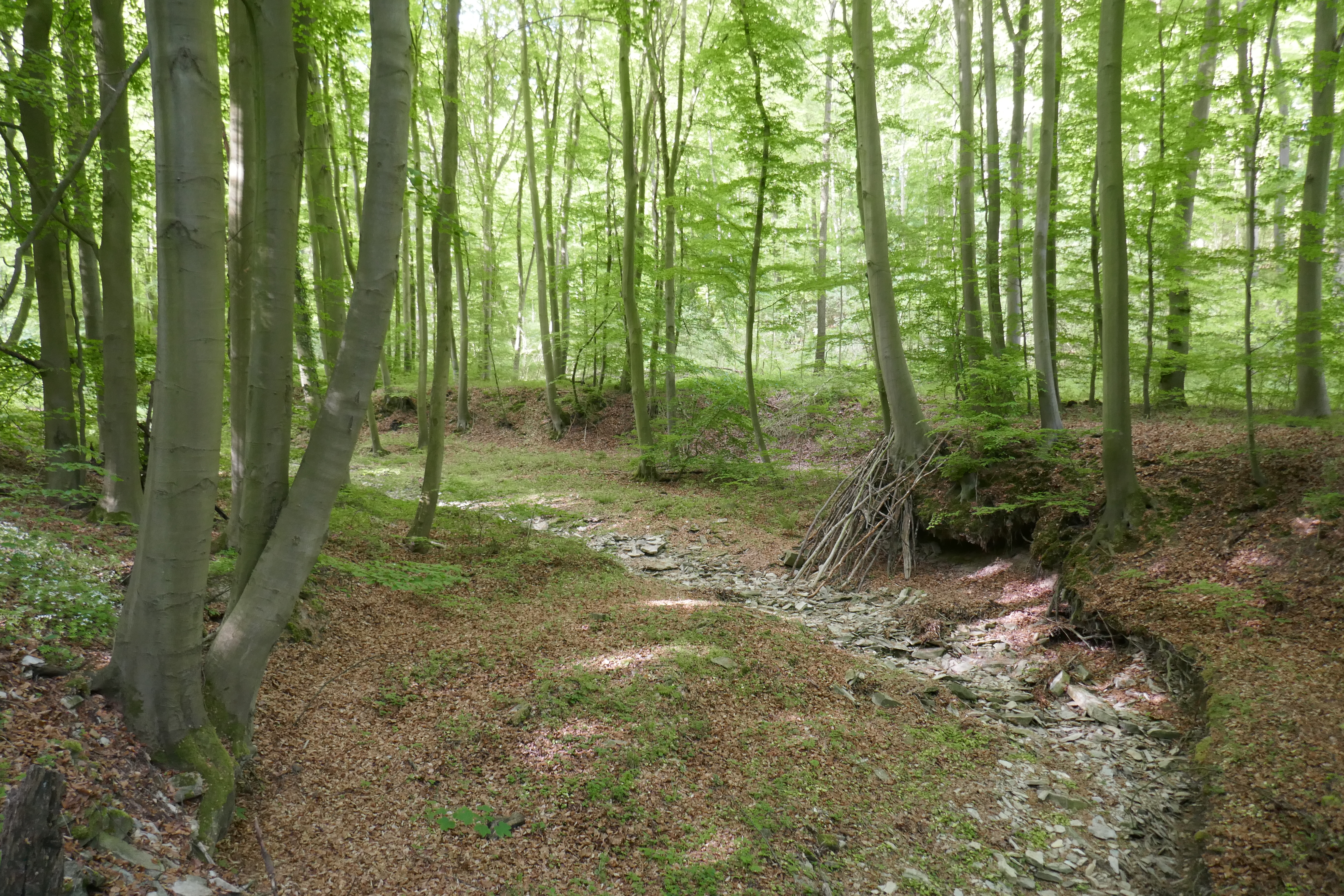

塔爾戈瑟河（德語：Talgosse），是德國的河流，位於該國西部，處於北萊茵-威斯特法倫州，屬於阿爾默河的左支流，河道全長8.1公里，流域面積30.7平方公里。